# Zingel zingel
Espèce
Statut de conservation UICN

 LC  : Préoccupation mineure
Zingel zingel est une espèce de poissons qui fait partie du genre Zingel, dans la famille des Percidae. Ce poisson d'eau douce se rencontre dans les eaux peu profondes des bassins du Danube, du Prout et du Dniepr. Actif principalement pendant la nuit, il se nourrit de petits animaux du fond des rivières, ainsi que d'œufs de poissons et de larves.